# Richárd Csősz
Richárd Csősz (Debrecen, 22 aprile 1997) è un calciatore ungherese, centrocampista del Mátészalka.

## Caratteristiche tecniche
È un mediano.

## Carriera
Cresciuto nel settore giovanile del Debrecen, ha esordito in prima squadra il 29 luglio 2017 disputando l'incontro di Nemzeti Bajnokság I pareggiato 1-1 contro il Paks.

## Statistiche
Statistiche aggiornate al 15 aprile 2019.

### Presenze e reti nei club
| Stagione        | Squadra         | Campionato      | Campionato | Campionato | Coppe nazionali | Coppe nazionali | Coppe nazionali | Coppe continentali | Coppe continentali | Coppe continentali | Altre coppe | Altre coppe | Altre coppe | Totale | Totale | Totale |
| Stagione        | Squadra         | Comp            | Pres       | Reti       | Comp            | Pres            | Reti            | Comp               | Pres               | Reti               | Comp        | Pres        | Reti        | Pres   | Reti   |        |
| --------------- | --------------- | --------------- | ---------- | ---------- | --------------- | --------------- | --------------- | ------------------ | ------------------ | ------------------ | ----------- | ----------- | ----------- | ------ | ------ | ------ |
| 2017-2018       | Debrecen        | NB1             | 11         | 0          | CU              | 0               | 0               |                    | -                  | -                  |             | -           | -           | 11     | 0      |        |
| 2018-2019       | Debrecen        | NB1             | 14         | 1          | CU              | 0               | 0               |                    | -                  | -                  |             | -           | -           | 14     | 1      |        |
| Totale carriera | Totale carriera | Totale carriera | 25         | 1          |                 | 0               | 0               |                    | -                  | -                  |             | -           | -           | 25     | 1      |        |